# КК Копер Приморска
КК Копер Приморска је био словеначки кошаркашки клуб из Копра.

## Историја
Клуб је основан 2016. године. Настао је спајањем клубова КОШ из Копра и Ластовка из Домжала. Од сезоне 2016/17. почиње да се такмичи у Првој А лиги Словеније. Куп Словеније освојио је 2018, 2019. и 2020. године. Победник је и Суперкупа Словеније за 2018. и 2019. годину. У сезони 2018/19. је освојена прва титула првака Словеније.
У сезони 2016/17. такмичио се и у Алпе Адрија купу. Од сезоне 2017/18. је постао учесник Друге Јадранске лиге. У првој сезони у овом такмичењу су стигли до финала где су поражени од Крке, а у другој сезони су освојили ово такмичење и тако добили по први пут прилику да заиграју у Јадранској лиги од сезоне 2019/20.
Пред почетак сезоне 2019/20, клуб је променио име у Копер Приморска.
Због финансијских проблема клуб је престао да се такмичи у децембру 2020. године.

## Успеси

### Национални
- Првенство Словеније:
  - Првак (1): 2019.

- Куп Словеније:
  - Победник (3): 2018, 2019, 2020.

- Суперкуп Словеније:
  - Победник (2): 2018, 2019.

### Међународни
- Друга Јадранска лига:
  - Победник (1): 2019.
  - Финалиста (1): 2018.

## Учинак у претходним сезонама
| Сез.     | Првенство Словеније | Куп Словеније | Регионално такмичење                 | Европско такмичење |
| -------- | ------------------- | ------------- | ------------------------------------ | ------------------ |
| 2016/17. | 7. место            | Четвртфинале  | Алпе Адрија куп — Четвртфинале       | —                  |
| 2017/18. | Полуфинале ПО       | Победник      | Друга Јадранска лига — Финалиста     | —                  |
| 2018/19. | Првак               | Победник      | Друга Јадранска лига — Победник      | —                  |
| 2019/20. | —                   | —             | Јадранска лига                       | —                  |
| 2019/20. | —                   | —             | Суперкуп Јадранске лиге — Полуфинале | —                  |

## Познатији играчи
- Небојша Јоксимовић
- Александар Ћапин